# Henry Constantine Wayne
Pour les articles homonymes, voir Wayne.
Henry Constantine Wayne (18 septembre 1815 - 15 mars 1883) est un officier de l'armée des États-Unis, et est connu pour son commandant de l'expédition afin de tester l'U.S. Camel Corps en tant que secrétaire à la Guerre, le plan de Jefferson Davis pour utiliser des chameaux comme un moyen de transport dans l'Ouest. Wayne est également adjudant et inspecteur général confédéré pour la Géorgie et brigadier-général au cours de la guerre de Sécession.

## Avant la guerre
Henry Wayne naît à Savannah et est le fils d'un juge de la Cour Suprême des États-Unis, James Moore Wayne. Il commence des études à Harvard qu'il quitte pour entrer à l'académie militaire de West Point. Il est diplômé de West Point en 1838 et rejoint l'artillerie en tant que second lieutenant. Plus Tard dans l'année, Wayne participe à la guerre d'Aroostook au-dessus de la frontière du Maine.
En 1841, il devient assistant-instructeur d'artillerie et de cavalerie à West Point. Henry est promu premier lieutenant en 1842. De 1843 à 1846, il est le premier militaire à servir en tant que Maître de l'Épée à l'académie.
Lorsque les États-Unis déclarent la guerre au Mexique, Wayne rejoint les troupes pour combattre. Il est breveté commandant pour son courage lors des batailles de Contreras et de Churubusco.

## U.S. Camel Corps
Après la guerre américano-mexicaine, Henry Wayne se lie d'amitié avec George H. Crosman. Crossman apporte son idée d'utiliser des chameaux pour le transport des personnes et de fournitures dans le sud-ouest américain nouvellement conquis. Wayne relaye cette idée auprès du sénateur Jefferson Davis ; et quand Davis devient secrétaire à la Guerre en 1853, il exhorte le congrès à adopter un projet de loi pour expérimenter l'emploi des chameaux. Wayne est choisi pour diriger une expédition au Moyen-Orient pour acheter des chameaux pour 30 000 $. Le groupe embarque pour Londres sur le USS Supply pour examiner les chameaux dans les zoos. Il part ensuite en Italie et rencontre le Grand-Duc Léopold II pour voir ses 250 chameaux que l'on dit être en mesure de faire le travail de 1 000 chevaux. Il achète ensuite trente-trois chameaux : trois en Tunisie, neuf, en Égypte, et vingt-et-un en Turquie. Lorsque le groupe revient, il expérimente l'emploi des animaux dans les déserts de l'ouest des États-Unis. Quarante-et-un chameaux supplémentaires arrivent plus tard pour rejoindre le corps. Le congrès, à la demande du département à la Guerre, propose un projet de loi pour acheter 1 000 chameaux supplémentaire, mais le début de la guerre de Sécession clos rapidement le débat. Les expériences prennent également fin avec le début de la guerre de Sécession, et le reste, les chameaux sont vendus ou relâchés dans la nature.

## Guerre de Sécession
Wayne démissionne de sa commission après avoir pris connaissance des résultats de la victoire d'Abraham Lincoln à l'élection présidentielle. Il rejoint l'armée des États confédérés et est nommé adjudant, et inspecteur général de Géorgie par le Gouverneur Joseph E. Brown, où il est responsable d'organiser l'armée de Géorgie en compagnies, régiments et brigades. Il commande également au quartier maître général de Géorgie, Ira Roe Foster, de fournir immédiatement des fournitures aux troupes, ordonnant à Foster de « procéder personnellement, ou par des agents dûment accrédités, dans toutes les parties de l'État, et d'acheter de 25 000 uniformes et de 25 000 paires de chaussures pour les troupes les plus démunies de Géorgie au service de la Confédération ». Le 16 décembre 1861, Wayne est nommé brigadier général. Grâce à ses ordres, les hommes de la Géorgie gardent les passages de la rivière Chattahoochee.
Après avoir été envoyé à Manassas, en Virginie, Wayne démissionne de sa commission de brigadier général, et il s’attelle plutôt à ses fonctions d'adjudant et d'inspecteur général jusqu'à la fin de la guerre. Bien que, il ne voit brièvement les combats au cours de la campagne de Savannah (marche de Sherman vers la mer). Il mène alors des troupes irrégulières pour harasser les troupes de Sherman. Il commande les troupes confédérées à la bataille de Ball's Ferry du 23 au 26 novembre 1864. Dans cette action, il ne parvient pas à empêcher les forces de l'Union de traverser la rivière Oconee dans le comté de Wilkinson, Géorgie.

## Récompenses et livres
Wayne reçoit la médaille d'or de première classe de la division des mammifères de la société impériale zoologique d'acclimatation de France, en 1858, pour son introduction du chameau dans les États-Unis. En 1856, il écrit The Sword Exercise, arranged for Military Instruction.